# Козловский, Феликс Иванович
Феликс Иванович Козловский (1928—2000) — советский и российский почвовед и географ. Доктор географических наук (1987), учёный энциклопедист, работал во многих областях почвоведения.

## Биография
Родился 19 апреля 1928 года в городе Москве.
В 1954 году окончил Московскую сельскохозяйственную академию имени К. А. Тимирязева, кандидат сельскохозяйственных наук.
В 1954—1957 годах работал на Убинской опытно-мелиоративной станции, Барабинская низменность.
В 1957—1978 годах работал в отделе генезиса и засолённых почв Почвенного института им. В. В. Докучаева.
В 1966 году защитил кандидатскую диссертацию по теме «Природа Волго-Ахтубинской поймы, процессы современного соленакопления и прогноз засоления почв при орошении»
С 1978 года работал в отделе географии и эволюции почв Института географии АН СССР.
В 1987 году защитил в Почвенном институте докторскую диссертацию по теме «Современные естественные и антропогенные процессы эволюции почв: (На примере степной зоны)».
Занимался современными естественными и антропогенные процессами эволюции почв на основе моделирования — количественного описания эволюционного процесса. Темами его исследований были:
Развитие теории теория элементарных почвенных процессов (ЭПП), вопросы деградации почв, оценка роли антропогенных воздействий в преобразовании почвенного покрова, изменении свойств почв при выпаханности, эродированности, засоления, переосушения и другие.
Показал, что эволюция почв, как любой открытой системы, возможна только при условии постоянного обмена веществом и энергией с другими элементами ландшафта (приземный слой атмосферы, биота, водные ресурсы, горные породы). В основу изучения эволюции почв им был положен системный подход, предполагающий три уровня рассмотрения:
- сам объект изучения;
- структура взаимосвязей его элементов;
- его место в системе более высокого уровня.

Скончался в 27 мая 2000 года в Москве.

## Семья
Жена — Сорокина, Наталья Павловна (1939—2014) — почвенный картограф, доктор сельскохозяйственных наук.
- Дети: Дмитрий, Ирина.

## Память
- 2003 — в зале Почвенного института им. В. В. Докучаева РАСХН (27 мая) прошло заседание, посвященное 75-летию со дня рождения Ф. И. Козловского.
- 2006 — научные труды посвящённые памяти Ф. И. Козловского[7].
- 2018 — Заседание к 90-летию со дня рождения Ф. И. Козловского, Почвенный институт, 23 октября, 2018.